# دائرة تيشي
دائرة تيشي إحدى دوائر ولاية بجاية الجزائرية . عاصمتها هي بوخليفة وتضم بلديات : 
- بوخليفة
- تيشي
- تالة حمزة

## مواضيع ذات صلة
- دوائر ولاية بجاية
- بلديات ولاية بجاية